# Генріх фон Кляйст
Генріх фон Кляйст (нім. Bernd Heinrich Wilhelm von Kleist, 18 жовтня 1777, Франкфурт-на-Одері — 21 листопада 1811, Ванзее поблизу Потсдама) — німецький драматург, поет прозаїк. Один із зачинателів жанру оповідання («Маркіза д'О» 1808, «Землетрус у Чилі», «Заручини на Сан-Домінго»).
1912 р., до сторіччя з дня смерті письменника, заснована престижна німецька літературна премія Генріха Кляйста.

## Біографія

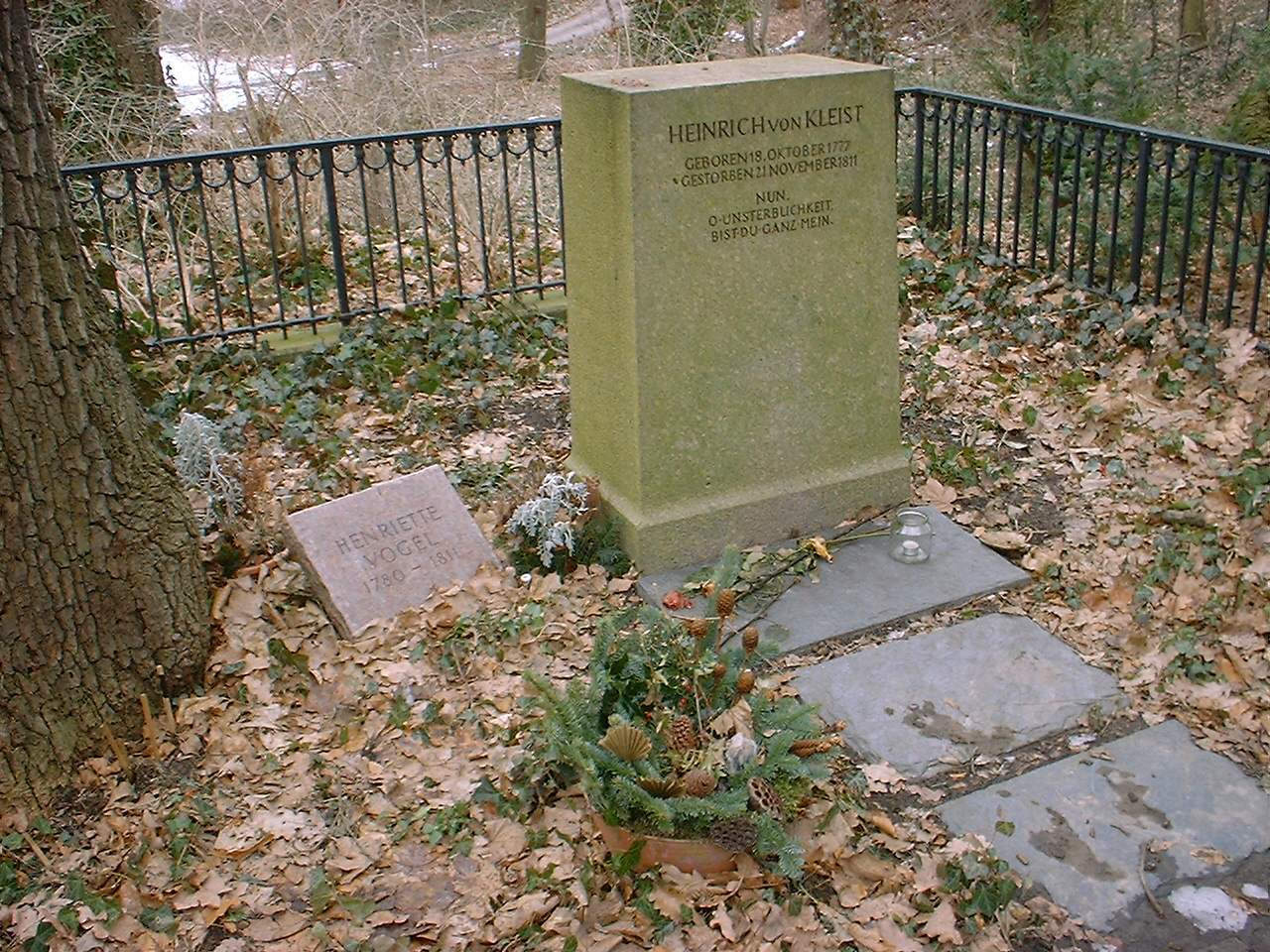
Надгробок Кляйста, Ванзее, під Берліном (нині район Берліна)

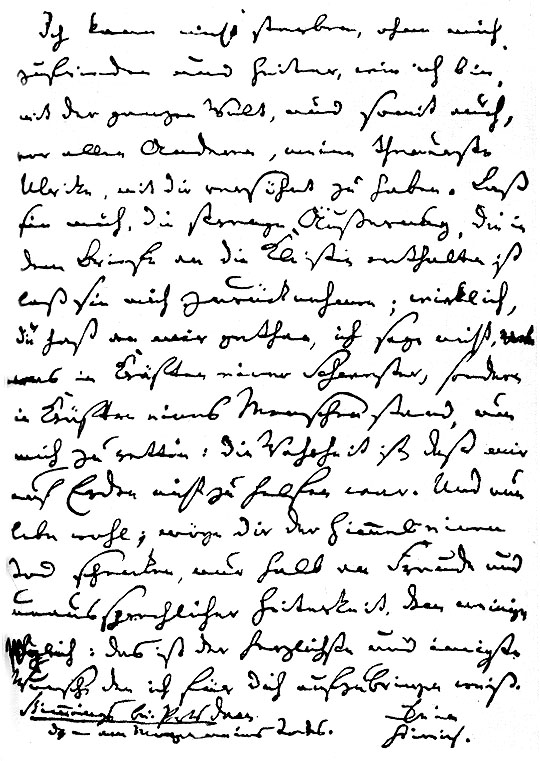
Прощальний лист Кляйста

Генріх фон Кляйст походив зі старовинної аристократичної родини. Батько, Йоахім Фрідріх фон Кляйст, служив штабс-капітаном при інфантерії в гарнізоні Франкфурта-на-Одері. Мати Генріха, Юліана Ульріке, була другою дружиною Йоахіма. У них народилося п'ятеро дітей: Фридерика, Августа Кароліна, Генріх, Леопольд Фрідріх і Юліана.
Після смерті батька в 1788 Генріха послали вчитися в Берлін. У 1792 він вступив на службу до гвардійського полку в Потсдамі та 1796 р. взяв участь у війні проти Франції. Пішов зі служби в 1799 в ранзі лейтенанта. Потім вивчав математику, фізику і латину в університеті Віадріна, в 1800 отримав посаду чиновника в міністерстві фінансів у Берліні. Подорожував по Франції і Швейцарії.
Після поїздки Францією з сестрою Ульрікою Кляйст переїхав до Берна, де завершив свою першу п'єсу «Родина Шроффенштайн». 1802 року посварився зі своєю нареченою Вільгельміною і впав у депресію. Лікарі діагностували «чорну меланхолію». Разом з Ульрікою повернувся до Ваймара. Драма «Родина Шроффенштайн» була опублікована анонімно наступного року. Цього ж року Кляйст вирушив у масштабну подорож Європою, відвідав Лейпциг, Дрезден, Берн (у липні), Мілан, Женеву, Париж (у середині жовтня). У жовтні, після запису рукопису «Роберта Гіскара» — другої своєї п'єси, Кляйст таємно залишив столицю Франції та поїхав до табору Булонь, не маючи з собою паспорта, щоб вступити до лав французької армії, яка готувала вторгнення до Великої Британії. Потім, відмовившись від своїх планів, він отримав паспорт у посольстві Пруссії і повернувся до Німеччини. Зупинивись у Майнці, невдовзі захворів. Залишався в ліжку шість місяців і закінчив за цей час роботу над «Робертом Гіскаром».
1808 року Кляйст у співпраці з Адамом Мюллером видав перший номер літературного журналу «Феб». Кляйст запропонував Гете співпрацювати з журналом, але той відмовився, різко розкритикувавши Кляйста. «Феб» видавався всього рік. Того ж року у пресі з'явилася новела «Маркіза д'О» і уривок новели «Міхаель Кольхаас». У цей же час Кляйст представив публіці свою п'єсу «Розбитий глечик».
1809 року він написав політичну драму «Битва Германа» про Армінія (Германа) і битву в Тевтобурзькому Лісі, щоб закликати всіх німців об'єднатися в боротьбі проти Наполеона. У ній вороги-римляни є лише символами сучасних автору французів. Але оскільки прусський король був союзником Наполеона, то поставити цю драму на сцені було неможливо. Журналістська діяльність Кляйста також перебувала під загрозою; заснована ним газета «Berliner Abendblätter» проіснувала лише півроку, до 1811 року. Він був у розпачі.
У 1810 здружився з Генрієттою Фогель, хворою на рак. Генрієтта і Гайнріх вирішили разом покінчити з собою — здійснити нав'язливу ідею, з якою Кляйст не раз вже звертався до своєї дружини Марії, якій він з великим натхненням написав перед смертю: «Я знайшов подругу з душею, як в молодого орла, що згодна померти зі мною». У 1811 Кляйст застрелився, попередньо застреливши свою подругу. Пара похована у спільній могилі.
«Істина в тому, що мені ніщо не підходить на цій Землі», — його щоденниковий запис безпосередньо перед тим, як звести рахунки з життям.

## Значення

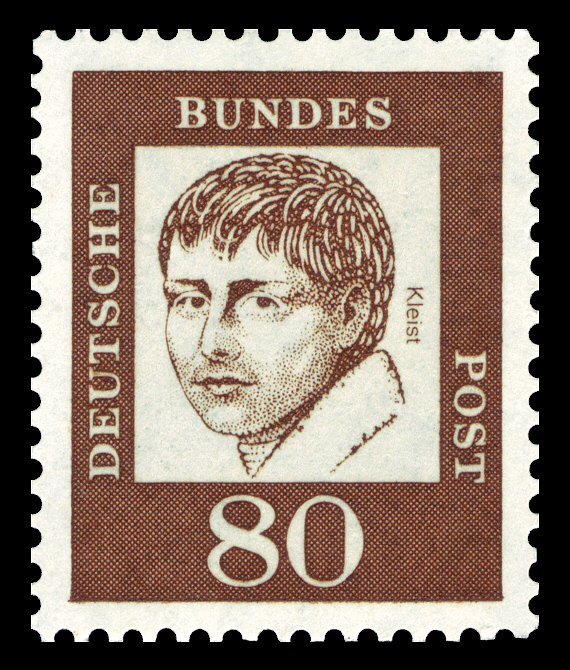
Поштова марка ФРН, присвячена Генріху фон Клейсту, 1961, 80 пфенігів (Скотт 836)

На твори Генріха фон Кляйста писали музику такі відомі композитори як Август Вільгельм Амброз, Гуго Вольф (симфонічна поема " Пентесілея "), Ганс Пфіцнер (опера «Кетхен з Гайльбронна»), Ганс Вернер Генце (опера «Фрідріх Гомбурзький»).
Його драми, новели і навіть есе багаторазово екранізувалися.

## Твори

### П'єси
- Родина Шроффенштайн (видана 1803)
- Роберт Гвіскар (1803, спалена автором, зберігся лише перший акт)
- Пентесілея (1805-07, видана 1808)
- Кетхен з Гайльбронна, або Випробування вогнем (1807, видана 1810)
- Розбитий глек (1808, видана 1811 ?)
- Амфітріон (1807, За однойменною п'єсою Мольєра)
- Битва Германа (1808, видана 1821)
- Принц Фрідріх Гомбурзький (1810, видана 1821).

## Українські переклади
- Українською мовою низку прозових творів Гайнріха Кляйста переклав Іван Франко (збірка «Маркіза О…». — Львів, 1903; також написав до цієї книжки передмову)[6]. Див.: Франко І. Генріх Клейст. Маркіза О… Передмова // Франко І. Зібрання творів у п'ятдесяти томах. — К.: Наукова думка, 1980 — Т. 25. — С. 245—287. Новела у вікіджерелах
- Кляйст Г. Наречена із Сан-Домінго (пер. з німецької: О. Пашук), близько 1910.
- Кляйст Г. Землетрус в Чілі. (з нім. переклали О. П. і М. Г. редакція М. Гільова і В. Державіна). — Харків — Одеса, 1930. — 134 с. — Видання містить передмову та чотири оповідання: «Маркіза фон О…», «Заручини в Сан-Домінго», «Землетрус у Чилі», «Найда».
- «Про театр маріонеток», переклав Володимир Кам'янець[7]
- Гайнріх фон Кляйст. Розбитий глек / пер. з нім. Юрій Андрухович. — К. : А-ба-ба-га-ла-ма-га, 2017. — 144 с. — ISBN 978-617-585-132-6.